# Майер, Рут
Рут Майер (нем. Ruth Maier; 10 ноября 1920, Вена, Австрия — 1 декабря 1942, Освенцим, Верхняя Силезия, Польша) — австрийка еврейского происхождения, которая вела дневники о жизни во время Холокоста в Австрии и Норвегии. В 1942 году она была арестована и депортирована в Освенцим, где умерщвлена в газовой камере. Её дневники были опубликованы в 2007 году. Майер называли «норвежской Анной Франк».

## Биография
Рут Майер родилась в 1920 году в Вене в еврейской семье. Её отец Людвиг Майер имел докторскую степень по философии и занимал руководящую должность в австрийской почтовой и телеграфной службе. Он умер в 1933 году от рожи. Тогда же Рут начала вести свой дневник. В течение последующих восьми лет она написала 1100 страниц дневника и 300 писем. Она описывала как свою повседневную жизнь, так и положение евреев в Австрии.
С началом Холокоста младшей сестре Рут Юдит удалось сбежать в Великобританию. Туда же отправились и мама и бабушка Рут, однако сама девушка отказалась ехать с ними из опасения, что не сможет найти там работу. 
Благодаря связям отца Рут смогла найти убежище в Норвегии, куда она прибыла 30 января 1939 года. Некоторое время она проживала в норвежской семье. В Норвегии она закончила учёбу и подружилась с будущей поэтессой Гунвор Хофмо. Она была также одной из моделей для статуи Густава Вигеланда. Майер выучила норвежский язык, занималась написанием дневника, поэзией и живописью. 
В 1940 году в Норвегии был установлен нацистский режим. Рут считала ошибкой решение переехать в эту страну. 26 ноября 1942 года Майер была арестована в Осло на глазах у друзей. Её с другими евреями на корабле доставили в Освенцим.  Она попала в концлагерь 1 декабря. В тот же день её умертвили в газовой камере. Ей было 22 года.

## Наследие
После гибели Майер её подруга Хофмо сохранила её дневники. Тем не не менее, ей не удалось опубликовать их. После смерти поэтессы в 1995 году на дневники наткнулся поэт, писатель и переводчик Ян Эрик Волл. Он высоко оценил записи Майер и сравнил их с работами Сьюзен Зонтаг и Ханны Арендт. Волл редактировал дневники в течение 10 лет. Наконец, они были опубликованы в 2007 году. Впоследствии они были переведены на ряд языков, в том числе английский и русский.
В 2012 году премьер-министр Норвегии Йенс Столтенберг в Международный день памяти жертв Холокоста принёс официальные извинения за роль страны в депортации евреев. В своей речи он упомянул историю Рут Майер. В 2014 году дневники Майер были внесены в программу ЮНЕСКО «Память мира». В 2019 году в Нью-Йорке была открыта выставка о Майер.